# Soirans
Soirans är en kommun i departementet Côte-d'Or i regionen Bourgogne-Franche-Comté i östra Frankrike. Kommunen ligger i kantonen Auxonne som tillhör arrondissementet Dijon. År 2022 hade Soirans 498 invånare.

## Befolkningsutveckling
Antalet invånare i kommunen Soirans
Referens:INSEE